# Åkerholmen (Brattlandet)
Åkerholmen is een driehoekig eiland in de Zweedse Kalixrivier. Het ligt in de stroomschaduw van Storholmen nabij de oostoever van de rivier. Het heeft geen oeververbinding en het is onbebouwd. Het eiland heeft een oppervlakte van ongeveer 4 hectare.